# Alfons Groenendijk
Alfons Groenendijk (né le 17 mai 1964 à Leyde) est un footballeur néerlandais reconverti en entraineur.

## Palmarès
- Coupe UEFA : 1992